# Retaule de la Pietat (Cabrera)
El Retaule de la Pietat és una taula gòtica de la segona meitat del segle xv, obra de Jaume Cabrera. Formava part d'un retaule de Torroella de Montgrí destruït durant la Guerra Civil espanyola. Taula de fusta pintada al tremp exposada a la sala 8 del Museu d'Art de Girona. L'escena representa el moment posterior al davallament del cos de Jesús, després de ser crucificat. L'autor n'és Jaume Cabrera, anomenat també el pintor de la sisena angoixa, segons el marquès de Lozoya. Aquesta peça del museu devia formar part d'un retaule més gran, i fou instal·lat a la capella de Santa Caterina de l'església de Sant Genís fins a la Guerra Civil espanyola (1936-1939), conegut com el Retaule dels Dolors.

## Anàlisi
La forma de la taula és allargada en una proporció inusual, per adaptar-se a la dimensió precisa del cos exànime de Crist.

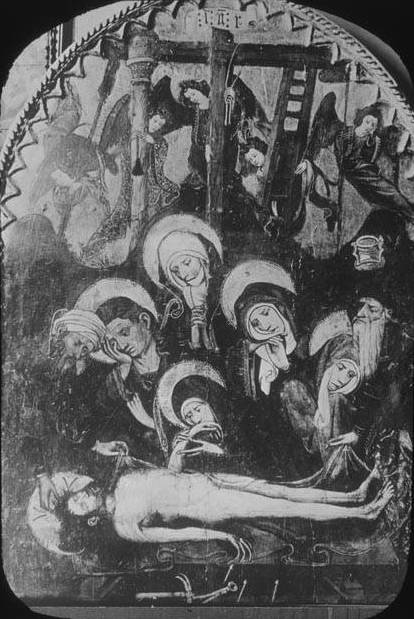
Detall del retaule de la Pietat (1907)

 Al seu voltant, s'hi articulen set figures: Josep d'Arimatea i Nicodem, un a cada cantó, amb robes daurades, com les de la mare que besa, desolada, la mà del fill mort. A l'entorn seu, Joan, amb un vestit rosat, i les tres dones: l'una vestida de vermell, l'altra de verd i l'altra de morat, totes en actitud de plany. Al fons, cinc àngels diminuts exhibeixen, com en un joc, la creu, l'escala, la canya, la llança, i la columna de la passió. Totes les mirades i actituds giren al voltant del cos rígid i allargat. Tots els colors vius i llampants serveixen de contrapunt a l'extrema lividesa d'aquesta carn eixuta. Res a veure amb el joc flexible dels músculs que, en les pintures del Renaixement, permeten que el cos de Crist s'emmotlli i adapti al cos de la mare que el sosté en els braços, com els cossos dels herois clàssics eren sostinguts sovint pels braços de la Victòria. Aquí Jesús no reposa, ni el cos ni el capdamunt als genolls de Maria. És un Crist anquilosat, sense cap connexió amb el corrent de vida que s'aplega al seu voltant, absolutament solitari i desvalgut, que sembla escenificar literalment aquella afirmació que havia fet de si mateix: "El Fill de l'Home no té lloc on reposar el cap." Aquesta lividesa i rigidesa són les que accentuen fins al límit el patetisme de la representació, només atenuada potser en el rictus final del difunt, que esbossa tímidament una mínima serenor. Aquest és un home que ha mort com tots els humans. El Jesús del dogma cristià -el fill de Déu fet humà es fa semblant als éssers humans en tot menys en el pecat- troba la seva encarnació més punyent en aquest Crist de Jaume Cabrera: un rostre que ens és estranyament familiar i que físicament ens recorda els morts que hem conegut.

## El pintor de la sisena angoixa
La "sexta angoixa" al·ludida pel marquès de Lozoya es correspon amb una mena de rosari anomenat "corona" en honor de la Verge dels Dolors. Aquí s'evoquen les successives angoixes de la vida de Maria, i la sisena i penúltima és aquesta: la davallada de la creu i els moments previs a la sepultura de Jesús. Si Cabrera podia ser anomenat el pintor de la sisena angoixa, és perquè sempre pintava, una vegada i una altra, aquesta mateixa escena. De fet, era un tema recurrent en la majoria de retaules de l'època, i Cabrera es va inspirar molt directament en les obres semblants, gairebé idèntiques, dels seus mestres i predecessors, com ara Lluís Borrassà (retaule de la seu de Manresa, o retaule de Sant Miquel de Cruïlles). No ho va fer només per gust o per manca d'inspiració, sinó també per obligació, per submissió forçada als gustos de l'època i a les exigències de la clientela.